# روس جرانفيل هاريسون
روس جرانفيل هاريسون (بالإنجليزية: Ross Granville Harrison)‏ (مواليد 13 جانفي 1870 - وفيات 30 سبتمبر 1959) كان عالم أحياء وتشريح أمريكي كان له الفضل كأول من عمل بنجاح على زرع الأنسجة الاصطناعي.

## روابط خارجية
- روس جرانفيل هاريسون على موقع الموسوعة البريطانية (الإنجليزية)
- روس جرانفيل هاريسون على موقع إن إن دي بي (الإنجليزية)